# Eric Johnson (Drehbuchautor)
Eric Johnson ist ein US-amerikanischer Drehbuchautor. Gemeinsam mit Paul Tamasy entwickelte er das Drehbuch zum Film The Fighter. Bis der Film tatsächlich realisiert wurde, vergingen rund zehn Jahre. Der Film brachten ihnen 2011 gemeinsam mit Scott Silver eine Oscar-Nominierung in der Kategorie Bestes Originaldrehbuch ein, ferner eine Nominierung bei den British Academy Film Awards 2011 sowie für den Writers Guild of America Award. Johnson war zudem als Executive Producer an dem Film beteiligt.
Zusammen mit Silver und Tamasy lieferte er das Drehbuch zu dem 2016 veröffentlichten Film The Finest Hours. Außerdem waren die beiden an der Drehbuchentwicklung zu Boston (2016) beteiligt, der auf dem Anschlag auf den Boston-Marathon beruht. 2020 folgte ihre Beteiligung an The Outpost – Überleben ist alles (The Outpost).